# Ильяшев, Рымбек Ильяшевич
Рымбек Ильяшевич Ильяшев (каз. Рымбек Ілиясұлы Ілиясев; 1 мая 1910, а. № 3, Семипалатинская область, Российская империя — 9 декабря 1993, Алма-Ата, Казахстан) — советский казахский государственный и партийный деятель.

## Биография
Родился 1 мая 1910 в ауле № 3 Семипалатинской области Российской империи (ныне в составе Жанасемейского района Семипалатинской области Казахстана), в семье крестьянина-бедняка.

### Послужной список
- 1925—1938 — секретарь комитета ВЛКСМ Семипалатинского мясокомбината. Заместитель секретаря Семипалатинского городского комитета ВЛКСМ. Секретарь Урлютюбинского районного комитета ЛКСМ Казахстана (Восточно-Казахстанская область). С 1937 года член КПСС.
- 1938—1940 — заместитель председателя Исполнительного комитета Семипалатинского городского Совета
- 1940—1941 — 1-й секретарь Аягузского районного комитета КП(б) Казахстана (Семипалатинская область)
- 1941—1946 — 2-й секретарь Семипалатинского областного комитета КП(б) Казахстана
- 1946—1948 заместитель секретаря ЦК КП(б) Казахстана по торговле. Заведующий Отделом торговли и общественного питания ЦК КП(б) Казахстана
- 1948—1950 — 1-й секретарь Актюбинского областного комитета КП(б) Казахстана
- 1950—1952 — председатель Исполнительного комитета Алма-Атинского городского Совета
- 1952—1955 — председатель Исполнительного комитета Алма-Атинского областного Совета
- 1955—1957 — 1-й секретарь Алма-Атинского областного комитета КП Казахстана
- 1957—1962 — министр торговли Казахской ССР
- 1962—1971 — председатель Правления Казахского республиканского Союза потребительских обществ
- 1971—1985 — заместитель управляющего трестом «Казкоопстроймонтаж»

### Образование
Среднее образование получил в Семипалатинске (школа Казподроскопа), там же окончил автодорожный техникум и был направлен на работу в комсомол. Принципиальность, знания и жизненная активность Ильяшева стали основной причиной избрания его парторгом Семипалатинского мясокомбината. В 1954 году окончил Высшую партийную школу при ЦК КПСС.

### Годы деятельности
С 1936 года двадцатишестилетним юношей Рымбек Ильяшев был направлен руководить в Урлютюбинский (город Железинка) районный Комитет ВКП(б), в 1938 — второй секретарь Аягузского райкома ВКП(б) и в 1940 году избран вторым секретарем Семипалатинского обкома ВКП, где проработал до 1946 года. В 1946 был избран депутатом Верховного Совета Казахстана и переведен работать заместителем секретаря ЦК Компартии Казахстана по торговле. В 1948 году Рымбек Ильяшев избран первым секретарем Актюбинского обкома партии, затем председателем столичного (Алма-Ата) городского исполнительного комитета, в 1952 году — председателем Алма-Атинского областного исполнительного комитета, в 1954 — первым секретарем Алма-Атинского областного комитета партии, избирался делегатом 3—12 съездов Компартии Казахстана, XX съезда КПСС.
В 1957 году был назначен Министром торговли Казахской ССР, в 1962 году избран председателем правления Казпотребсоюза и через год членом Международного Альянса Кооператоров. По достижении 60 лет он ушёл на пенсию, однако его трудовая деятельность продолжалась практически до последнего дня жизни.
С 1970 до 1985 года был одним из руководителей и заместителей по кадрам республиканского строительного треста «Казкоопстроймонтаж». С 1985 года возглавлял совет ветеранов Алма-Аты.

### Помощь и поддержка
В военный период, будучи вторым секретарем Семипалатинского обкома ВКП(б), занимался организацией тылового обеспечения для фронта, при этом он как партийный и ответственный работник трудился по 16—18 часов в сутки. Основными вопросами, решением которых тогда занимался Ильяшев, были выполнение продовольственной программы, обеспечения промышленного и военного производства, создание предприятий строительной индустрии и «военных зон» Прииртышья. Особо им выделялась забота о семьях погибших и воевавших на фронтах бойцах Красной Армии. В то же время он находил время и силы для поддержки работников культуры (театра и кино), принимал активное участие и помогал М. О. Ауэзову в сборе материалов для его классической эпопеи «Путь Абая».

### Вклад в развитие страны
Участвовал в создании в 1950 году «старого «Медео», в строительстве многих жилых домов, магазинов (включая ЦУМ г. Алматы), развитии парковой зоны, строительстве Республиканского Дворца культуры и многих объектов спорта.
Был широко известен казахстанцам как министр торговли и председатель Казпотребсоюза, который построил не один десяток магазинов, хлебопекарен, пивзаводов и других объектов торговли и кооперации.

## Награды
Был награждён двумя орденами Ленина, тремя орденами Трудового Красного Знамени, многими медалями (более десятка), из них три - за период военного времени.
Первым орденом Ленина Ильяшева наградили 5 ноября 1940 года. Это высшая награда СССР была вручена двадцатидевятилетнему секретарю райкома за большие заслуги в деле развития приграничных районов и укрепления обороноспособности и в частности за личный вклад в строительство дорог и укреплений в районе восточно-казахстанских границ с Китаем.

## Критика
Принципиальная и честная гражданская позиция Ильяшева во время темиртауских событий была оценена казахстанцами, а позже и Правительством, а факт ухода на пенсию в 60 лет, когда он только был избран на 4 года председателем Казпотребсоюза в третий раз, но не согласился с позицией и политикой Правительства того периода, был объектом обсуждения во всех уголках Казахстана, как пример честности и бескомпромиссности. Даже ярые оппоненты Ильяшева позже вынуждены были признать свою неправоту и часть из них, включая многих высокопоставленных, стали его друзьями.

## Семья
Жена – Ильяшева Сара (1910–2001). Сыновья: старший – Ильяшев Касим Рымбекович (1937–2010), видный деятель спортивного и олимпийского движения Казахстана, изобретатель, рационализатор, средние – Диас (1939–1979) и Марат (1942 г. р.), младший – Кайрат (1955 г. р.).

## Память
- 2010 год — 100 лет (1910—1993) со дня рождения государственного и общественного деятеля Р. И. Ильяшева.[2]
- Названы улицы в городах Казахстана:

1. в городе Семипалатинск.[3]
2. в микрорайоне «Алгабас» Алатауского района г. Алматы.[4]